# Malkiya Club
Malkiya Club is een Bahreinse voetbalclub. Dit club heeft kampioenschap van hoogste niveau voetbal in 2017 behaald. Club speelt anno 2020 in Bahreinse Second Division.

## Erelijst
- Premier League : 2017

Al-Ahli · Al Hala · Al-Hidd · Al-Shabab · Al-Muharraq · Al-Najma · Al-Riffa SC · Busaiteen · East Riffa · Manama